# Заирска пискуна
Заирската пискуна (Arthroleptis vercammeni) е вид земноводно от семейство Arthroleptidae.

## Разпространение
Видът е разпространен в Демократична република Конго.